# Старий Четирман
Старий Четирма́н (рос. Старый Четырман, башк. Иҫке Сытырман) — село у складі Федоровського району Башкортостану, Росія. Входить до складу Бала-Четирманської сільської ради.
Населення — 291 особа (2010; 302 в 2002).
Національний склад:
- башкири — 97%

## Видатні уродженці
- Ахмеров Габіт Абдуллович — Герой Радянського Союзу.